# Francisco Rubia
Francisco José Rubia Vila (Málaga, 1 de febrero de 1938) es catedrático de la Facultad de Medicina de la Universidad Complutense de Madrid, y también lo fue de la Universidad Ludwig Maximillian de Múnich, así como consejero científico de dicha Universidad. 
Estudió Medicina en las Universidades Complutense de Madrid y Universidad de Düsseldorf de Alemania. 
Ha sido subdirector del Hospital Ramón y Cajal y director de su departamento de Investigación, vicerrector de Investigación de la Universidad Complutense de Madrid y director general de Investigación de la Comunidad de Madrid. Durante varios años fue miembro del comité ejecutivo del European Medical Research Council. 
Su especialidad es la Fisiología del Sistema Nervioso, campo en el que ha trabajado durante más de 40 años, y en el que tiene más de doscientas publicaciones. Es director del Instituto Pluridisciplinar de la Universidad Complutense de Madrid, ocupa el sillón n.º 2 y es miembro numerario de la Real Academia Nacional de Medicina y vicepresidente de la Academia Europea de Ciencias y Artes con sede en Salzburgo, así como de su delegación española.